# Mszanna-Kolonia
Mszanna-Kolonia – wieś w Polsce, położona w województwie lubelskim, w powiecie włodawskim, w gminie Wola Uhruska.
| SIMC    | Nazwa    | Rodzaj    |
| ------- | -------- | --------- |
| 0110480 | Folwark  | część wsi |
| 0110496 | Zagrzędy | część wsi |

W latach 1975–1998 wieś administracyjnie należała do województwa chełmskiego.
Wieś jest sołectwem w gminie Wola Uhruska. Według Narodowego Spisu Powszechnego z roku 2011 wieś liczyła 22 mieszkańców.
Wierni Kościoła rzymskokatolickiego należą do parafii Ducha Świętego w Woli Uhruskiej.